# Куровщино
Куровщино — село в Ряжском районе Рязанской области, входит в состав Журавинского сельского поселения. 

## География
Село расположено на берегу реки Малая Хупта в 5 км на юго-запад от центра поселения села Журавинка и в 16 км на юго-запад от райцентра Ряжск.

## История
Село Столпово (Куровщино) в качестве новоселебного села упоминается в окладных книгах, где о находившейся  в том селе Николаевской церкви замечено, что «та церковь освящена в нынешнем 1702 году февраля в 7 день, а обложена данью июля в 7 день». При новопостроенной церкви было церковной пашни помещиковой дачи 20 четвертей в поле, сенных покосов на 30 копен. В 1901 году тщанием строительного комитета по разрешению Епархиального начальства от 13 сентября 1901 года построена была деревянная Николаевская церковь вместо сгоревшего от грозы деревянного храма. Престол был один – во имя Святителя Николая, Мирликийского Чудотворца.
В XIX — начале XX века село входило в состав Фофоновской волости Ряжского уезда Рязанской губернии. В 1906 году в селе было 90 дворов.
С 1929 года село являлось центром Куровщинского сельсовета Ряжского района Рязанского округа Московской области, с 1937 года — в составе Рязанской области, с 2005 года — в составе Журавинского сельского поселения.

## Население
| 1859 | 1906 | 2010 |
| ---- | ---- | ---- |
| 433  | ↗534 | ↘10  |

## Достопримечательности
В селе располагается недействующая Церковь Николая Чудотворца.